# Zakaz usuwania
Zakaz usuwania (ang. no-deleting theorem) – twierdzenie mówiące, że mając dwie kopie nieznanego stanu kwantowego nie można usunąć jednej z nich. Jest dopełnieniem zakazu klonowania, zgodnie z którym nie można skopiować nieznanego stanu kwantowego, jak i zakazu ukrywania, zgodnie z którym informacja kwantowa usunięta z systemu kwantowego do środowiska nie może pozostawać w korelacji pomiędzy systemem a środowiskiem.

## Twierdzenie
Poszukujemy transformacji pozwalającej na usunięcie jednej z dwóch kopii nieznanego stanu kwantowego {\displaystyle |\psi \rangle } (zob. Notacja Diraca) poprzez zastąpienie jej stanem standardowym {\displaystyle |0\rangle .} W odróżnieniu od twierdzenia o zakazie klonowania wprowadzamy tu dodatkowy kubit pomocniczy {\displaystyle |A\rangle _{C}} określający stan maszyny usuwającej i dopuszczamy możliwość zmiany stanu {\displaystyle |A\rangle _{C}} na {\displaystyle |A_{\psi }\rangle _{C}} w wyniku tej transformacji.
Twierdzenie: Nie istnieje uniwersalna liniowa i izometryczna (nie zakładamy, że unitarna) transformacja
{\displaystyle |\psi \rangle _{A}|\psi \rangle _{B}|A\rangle _{C}\to |\psi \rangle _{A}|0\rangle _{B}|A_{\psi }\rangle _{C},}
w wyniku działania której dowolny, nieznany stan {\displaystyle |\psi \rangle _{B}} zostałby zastąpiony stanem {\displaystyle |0\rangle _{B},} tj. usunięty.
Dowód: Rozważmy usuwanie pojedynczego kubitu:
{\displaystyle |\psi \rangle =\alpha |0\rangle +\beta |1\rangle .}
Transformacja, której poszukujemy powinna usunąć kopię {\displaystyle |\psi \rangle _{B}} tego kubitu w każdym z jego stanów standardowych {\displaystyle |0\rangle } i {\displaystyle |1\rangle ,} tj.
{\displaystyle |0\rangle _{A}|0\rangle _{B}|A\rangle _{C}\to |0\rangle _{A}|0\rangle _{B}|A_{0}\rangle _{C},}
{\displaystyle |1\rangle _{A}|1\rangle _{B}|A\rangle _{C}\to |1\rangle _{A}|0\rangle _{B}|A_{1}\rangle _{C}.}
Dla kubitu o dowolnym stanie na jej wejściu mamy:
{\displaystyle |\psi \rangle _{A}|\psi \rangle _{B}|A\rangle _{C}=\alpha ^{2}|0\rangle _{A}|0\rangle _{B}|A\rangle _{C}+\beta ^{2}|1\rangle _{A}|1\rangle _{B}|A\rangle _{C}+\alpha \beta |0\rangle _{A}|1\rangle _{B}|A\rangle _{C}+\alpha \beta |1\rangle _{A}|0\rangle _{B}|A\rangle _{C}.}
Z drugiej strony, ponieważ poszukiwana transformacja jest liniowa, wykorzystując jej zamierzone działanie dla stanów spolaryzowanych, na jej wyjściu otrzymamy:
{\displaystyle \to \alpha ^{2}|0\rangle _{A}|0\rangle _{B}|A_{0}\rangle _{C}+\beta ^{2}|1\rangle _{A}|0\rangle _{B}|A_{1}\rangle _{C}+{\sqrt {2}}\alpha \beta |\Phi \rangle _{ABC},}
stosując transformację:
{\displaystyle (|0\rangle _{A}|1\rangle _{B}|A\rangle _{C}+|1\rangle _{A}|0\rangle _{B}|A\rangle _{C})/{\sqrt {2}}\to |\Phi \rangle _{ABC}.}
gdzie {\displaystyle |\Phi \rangle _{ABC}} oznacza dowolny znormalizowany stan kwantowy niezależny od {\displaystyle \alpha } i {\displaystyle \beta .}
Definicja poszukiwanej transformacji usuwającej zakłada jednak, że w wyniku jej działania powinniśmy otrzymać:
{\displaystyle \to |\psi \rangle _{A}|0\rangle _{B}|A_{\psi }\rangle _{C}=(\alpha |0\rangle +\beta |1\rangle )|0\rangle _{B}|A_{\psi }\rangle _{C}.}
Ponieważ stan {\displaystyle |\Phi \rangle _{ABC}} jest niezależny od {\displaystyle \alpha } i {\displaystyle \beta } zatem stan {\displaystyle |A_{\psi }\rangle _{C}} musi być od nich liniowo zależny:
{\displaystyle |A_{\psi }\rangle _{C}=\alpha |A_{0}\rangle _{C}+\beta |A_{1}\rangle _{C},}
skąd:
{\displaystyle |\Phi \rangle _{ABC}=(|0\rangle _{A}|0\rangle _{B}|A_{1}\rangle _{C}+|1\rangle _{A}|0\rangle _{B}|A_{0}\rangle _{C})/{\sqrt {2}}.}
Ponadto stan wynikowy powinien być znormalizowany dla wszystkich {\displaystyle \alpha } i {\displaystyle \beta ,} co oznacza, że stany {\displaystyle |A_{0}\rangle _{C}} i {\displaystyle |A_{1}\rangle _{C}} muszą być ortogonalne. Tym samym liniowość mechaniki kwantowej zapewnia, że poszukiwana transformacja nie usuwa stanu {\displaystyle |\psi \rangle _{B}=\alpha |0\rangle _{B}+\beta |1\rangle _{B},} a jedynie zamienia go na kubit pomocniczy {\displaystyle |A_{\psi }\rangle _{C}{:}}
{\displaystyle |\psi \rangle _{A}|\psi \rangle _{B}|A\rangle _{C}\to |\psi \rangle _{A}|0\rangle _{B}(\alpha |A_{0}\rangle _{C}+\beta |A_{1}\rangle _{C}).}